# Arboretum de la Cude
El Arboreto de la Cude (en francés: Arboretum de la Cude) es un Arboreto de 5 hectáreas de extensión, de propiedad privada,a 1 km de distancia  de Mailleroncourt-Charette, Francia.

## Localización
Arboretum de la Cude, Mailleroncourt-Charette, Département de Haute-Saône, Franche-Comté, France-Francia.
Planos y vistas satelitales, 47°43′40.08″N 6°15′37.08″E / 47.7278000, 6.2603000
Está abierto todos los días en los meses cálidos del año, se cobra una tarifa de entrada.

## Historia
El Cude, es un lugar aislado en el Valle Durgeon, en este lugar estaban las canteras de las que en el año 1700 se extrajeron piedras calcáreas utilizadas para construir la aldea de Malleroncourt Charette.
En 1880, Ernest Folley compró esta tierra para plantar y cultivar una hectárea de manzanos.
En 1900, con el motivo del nacimiento de su primera hija planta un Chamaecyparis lawsoniana (ciprés de Lawson), que actualmente tiene alrededor de 30 metros de altura.
En 1980 estaban siendo utilizadas las 5 hectáreas como un huerto productor de fruta. En ese momento, debido a las condiciones meteorológicas, la totalidad de la cosecha de manzana se malogró y se decidió replantar el terreno con Pseudotsuga menziesii (abeto de Douglas) con fines de producción maderera.
En 1995 después de encontrar que a los Douglas no les gustaba el suelo calcáreo, se plantó el primer Malus floribunda árbol de manzano ornamental por su floración. Así nació la idea del arboreto.

## Colecciones
Actualmente el arboreto alberga unos 3,000 árboles y arbustos representando a 450 especies procedentes de todos los continentes, incluyendo un buen espécimen de Chamaecyparis lawsoniana (plantado en 1900), además Araucaria, Ceratostigma willmottianum, Chitalpa tashkentensis, Choisya ternata, Decaisnea fargesii, Ginkgo biloba, Koelreuteria paniculata, Leycesteria formosa, Ptelea trifoliata, Sequoia, Skimmia japonica, y Zelkova carpinifolia.